# Neoechinorhynchus (Neoechinorhynchus) chilkaensis
Neoechinorhynchus (Neoechinorhynchus) chilkaensis is een soort haakworm uit het geslacht Neoechinorhynchus. De worm behoort tot de familie Neoechinorhynchidae. De wetenschappelijke naam van de soort werd voor het eerst geldig gepubliceerd in 1937 door Podder.